# Johann Eberhard Jung

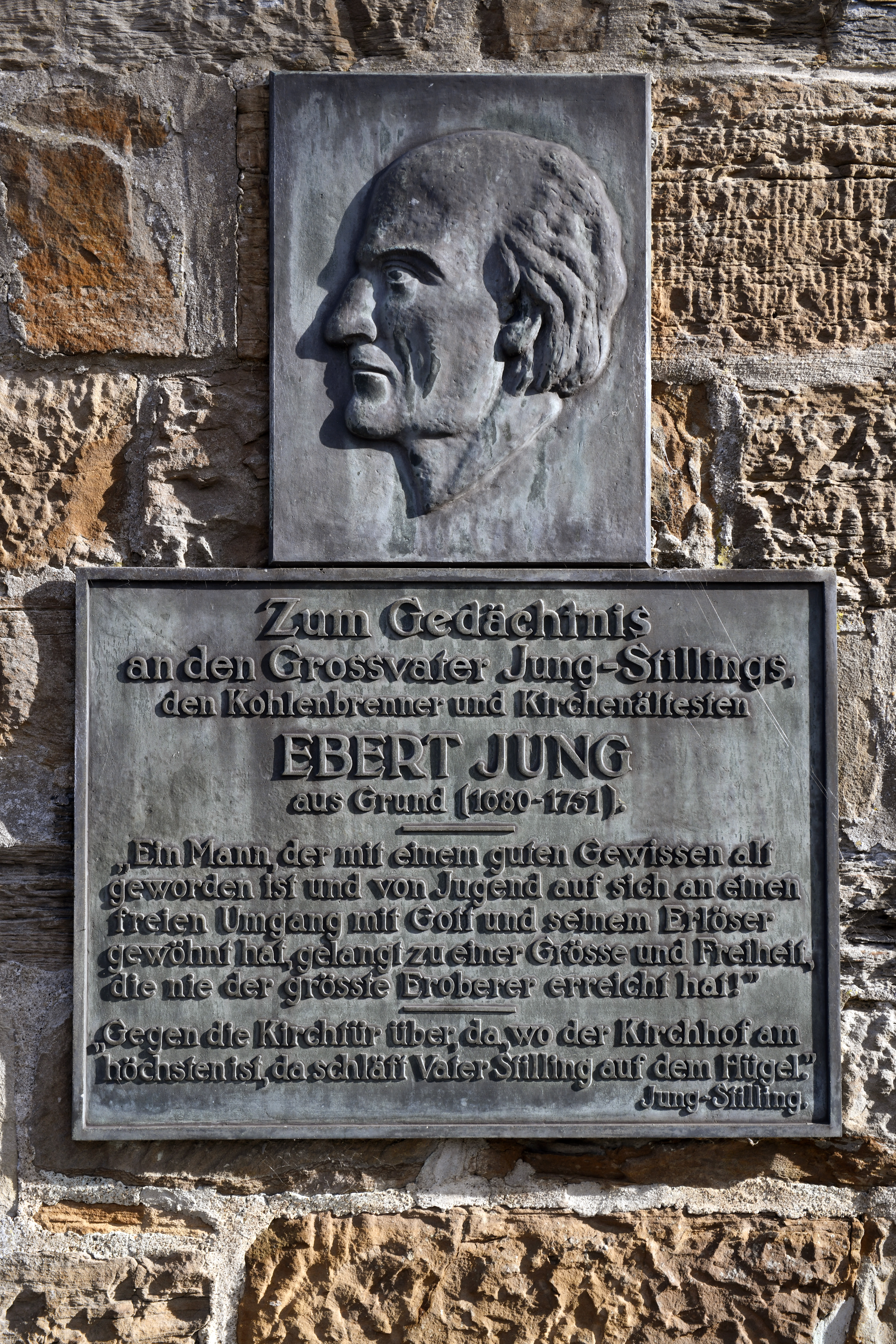
Gedenktafel für Ebert Jung in Hilchenbach

Johann Eberhard Jung, auch Ebert Jung genannt, (* 17. September 1680 in Grund (Hilchenbach); † 11. August 1751 ebenda) war ein deutscher Bauer und Köhler. Sein erstgeborener Sohn Johann Heinrich Jung (1711–1786) begründete als landesherrlicher Berg- und Hüttenbeamter des Hauses Nassau-Siegen die Beamten- und Montanindustriellendynastie der Jungs.

## Leben
Es liegen heute in den meisten Fällen kaum schriftliche Hinterlassenschaften von relativ einfachen Bauersleuten aus dem 17. und 18. Jahrhundert vor. Die überlieferten Kirchenbücher geben zumeist nur Auskunft über die Geburt, die Verheiratung, die Geburt von Kindern und das Ableben sowie den Berufsstand wieder. Allerdings hatte Johann Eberhard Jung einen sehr berühmten Enkel: Johann Heinrich Jung-Stilling (1740–1817), der unter dem Namen „Jung-Stilling“ als Arzt, Schriftsteller und Kameralist große Bekanntheit erlangte und in seinen Veröffentlichungen immer wieder Gegebenheiten aus dem Leben seines Großvaters berichtete.
Jung-Stillings Vater war Johann Helmann Jung (1716–1802), der drittälteste Sohn von Eberhard Jung. Johann Helmann Jung verdiente seinen kargen Lebensunterhalt als Schulmeister, Landmesser, Schneider und Landmann. Er heiratete am 25. Juni 1739 in Hilchenbach Johanna Dorothea Catharina Fischer. Ihr Vater war der mittellose Prediger, Alchemist und Uhrmacher Johann Moritz Friedrich Fischer in Littfeld. Sie war am 14. Dezember 1718 in Laasphe zur Welt gekommen und starb am 19. April 1742 in Hilchenbach. Jung-Stilling, der am 12. September 1740 in Grund geboren wurde und am 2. April 1817 in Karlsruhe verstarb, besuchte als Kind häufig seinen Großvater, der nach dem frühen Tod der Mutter im Wesentlichen seine Erziehung in der Kindheit übernahmen.

## Beruf und Ämter

Johann Heinrich Jung-Stilling als Lateinschüler. Rechts Johann Eberhard Jung und dessen Sohn Johann Helmann Jung, der Vater von Jung-Stilling. Kupferstich von Daniel Nikolaus Chodowiecki. Jung-Stilling 1777

Wie seine Vorfahren bewirtschaftete Johann Eberhard Jung mit seiner Ehefrau Margarethe einen kleinen Bauernhof mit Viehwirtschaft – „ein mittelmäßiges Bauergut“  – im heutigen Hilchenbach-Grund.  Er war zudem unter der Woche als Köhler in den umliegenden Wäldern tätig. Die Köhlerei gab Johann Eberhard Jung im fortgeschrittenen Alter auf.  Johann Eberhard Jung hatte in jungen Jahren das „Gut mit vielen Schulden“ übernommen. Er konnte aber durch seine Tüchtigkeit die Verbindlichkeiten abbauen und ein wenig Geld für Notlagen zurücklegen. Wahrscheinlich hatten die guten Erträge aus der Köhlerei Johann Eberhard Jung geholfen, sich finanziell zu konsolidieren. Die Holzkohlenherstellung und der Holzkohlenverkauf waren ein einträgliches Geschäft, da das seinerzeit überaus florierende Metallgewerbe im Siegerland und im angrenzenden Nassauischen auf dieses Brennmaterial für die Metallverarbeitung dringend angewiesen war. Jung-Stilling beschrieb in zwei seiner frühen Abhandlungen die Tätigkeit seines Großvaters als Köhler, in denen er ihn als eine Persönlichkeit mit hohen sittlichen Werten würdigte. Der erste Beitrag erschien 1775 in den „Bemerkungen der Kuhrpfälzischen physikalisch=ökonomischen Gesellschaft“ mit dem Titel „J.J. Jungs Staatswirtschaftliche Anmerkungen bei Gelegenheit der Holznuzung des Siegerlandes“:
„Die nüzlichen Erfahrungen von der Zucht und Vermehrung des Holzes habe ich in meinem Vatterlande in dem Fürstenthume Nassau=Siegen gesammelt. Mein Großvatter war ein redlicher frommer und rechtschaffener Kohlbrenner, oben im Lande, recht im Gebirge, nicht weit von der Wittgensteinischen Gränze wohnhaft. Er und seine Söhne waren beständig mit dieser Handthierung beschäftigt, und ich habe Gelegenheit genug gehabt, bis in das zwei und zwanzigste Jahr meines Alters alle Handgriffe und Bearbeitung sowohl des Kohlbrennens als der Holzzucht genau zu beobachten; ich habe sehr oft selbst Hand mit angelegt, und bin daher der Sache ganz gewiß.“ Ein Jahr später 1776 geht Jung-Stilling in seinem zweiten Beitrag in dieser Reihe zur „Beschreibung der Nassau-Siegenschen Methode Kohlen zu brennen“ erneut auf die Persönlichkeit und den Beruf seines Großvaters Eberhard Jung ein:

„In einem von diesen Dörfern auf der Nassauischen Seite, dem Gebirge gegen Abend, liegt ein Dörfchen, Im Grund genannt, welches ins Amt und Kirchspiel Hilgenbach gehöret. Daselbst haben meine Vätter in ununterbrochener Fortdauer ein Haus und Bauerngütchen bewohnt, und sich davon genähret, ohne daß wir den Anfang und die Herkunft unseres Geschlechts von undenklichen Jahren sollten bestimmen können; das ist aber gewiß, daß ich mich rühmen kann: keiner von meinen Voreltern ist mit einer befleckten Seele, und beladenen Gewissen zu seinen Vättern gesammelt worden. So weit wir zurück rechnen können, waren sie alle ehrbare rechtschaffene Deutsche Biedermänner und fromme Leute.
Alle Bauern unsers Dorfes waren Kohlenbrenner, und so auch mein Großvatter, Johann Eberhard Jung, einer von den seltenen Männern, die blos von der rohen Natur gebildet, dennoch Ernst, Sittsamkeit und sanfte Bescheidenheit zu Haupteigenschaften ihres Carakters gemacht haben. Wenn er in seinem leinenen Kittel durchs Dorf über die Straße ging: so verschwand Gelächter, Ausgelassenheit und Muthwille, ohne daß er jemalen polterte oder jemand bestrafte. Heiter und freundlich ernst sah er ruhig durch die Menschen hin, ihn kümmerte nichts, als was seinen Gott, sein Herz und seine Ehre antastete.“

Jung-Stilling wandte sich in der Charakteristik seines Großvaters gegen das traditionelle Bild der Köhler. Diese galten seiner Zeit als verschlossene Menschen und zuweilen als recht derbe Gesellen, die in der Abgeschiedenheit der Wälder ihrem Gewerbe nachgingen und um die sich mancherlei Mythen bildeten. Jung-Stilling konnte bei der Beschreibung des Köhlerhandwerks, der Köhler sowie ihrer Arbeits- und Lebenswelt auf eigene Erfahrungen aus seiner Kindheit und Jugendzeit zurückblicken, als ihn sein Großvater Eberhard Jung mit in den Wald zum Kohlenbrennen nahm und er in der einsamen „Wohnung des Köhlers“ die Nacht verbringen durfte.
Jung-Stilling schrieb unmittelbar nach seinem Weggang aus Straßburg, wo er studiert und promoviert hatte, den ersten Teil seiner Autobiografie. Er traf während seiner Studienzeit in Straßburg auf Johann Wolfgang von Goethe (1749–1832) und aus dieser Begegnung entwickelte sich eine lebenslange Freundschaft. Jung-Stilling gab seinem Freund Goethe den ersten Teil der Autobiografie, die dieser ohne sein Wissen 1777 in gekürzter Form und mit Holzstichen von dem ihm geschätzten Künstler Daniel Nikolaus Chodowiecki (1726–1801) veröffentlichte. Dieser Teil seiner Autobiografie zur Jugendzeit in Hilchenbach liefert weitere vielfältige Informationen zu seinem Großvater Eberhard Jung.
Jung-Stillings Großvater übte auch das Amt eines Kirchenältesten als Mitglied des Kirchenrats aus:

„Unten am nördlichen Berge, der Geisenberg genannt, der wie ein Zuckerhut gegen die Wolken steigt, und auf dessen Spitze Ruinen eines alten Schlosses liegen, steht ein Haus, worin Stillings Eltern und Voreltern gewohnt haben. Vor ungefähr dreißig Jahren lebte noch darin ein ehrwürdiger Greis, Eberhard Stilling [Jung], ein Bauer und Kohlenbrenner. Er hielt sich den ganzen Sommer durch im Walde auf und brannte Kohlen; kam aber wöchentlich einmal nach Hause, um nach seinen Leuten zu sehen, und um sich wieder auf eine Woche mit Speisen zu versehen. Er kam gemeiniglich Sonnabends Abends, um den Sonntag nach Florenburg in die Kirche gehen zu können, allwo er ein Mitglied der Kirchenraths war. Hierin bestanden auch die mehresten Geschäfte seines Lebens.“

Jung-Stilling beschreibt seinen Großvater als eine Persönlichkeit mit festen ethischen Grundsätzen, die aus seiner tiefen Gläubigkeit resultierten. So unterstützte er schon vor der Heirat seines Sohnes Helmann den mittellosen Vater seiner zukünftigen Schwiegertochter mit einem Darlehn von vier Reichstalern und gab ihm „alle Woche ein paarmal süße Milch“ als Beilage zum Essen. Diese Eigenschaften trugen ihm den Respekt und die Achtung seiner Dorfbewohner ein.
Johann Eberhard Jung stand ganz in der Tradition des seinerzeit vorherrschenden Gesellschaftsbildes dem Familienverband in Hilchenbach vor und sorgte, obwohl er nicht sehr begütert war, für das Auskommen der einzelnen Mitglieder.
Gleichzeitig war Eberhard Jung um das schulische und berufliche Fortkommen seiner Söhne und seines Enkels Jung-Stilling bedacht. So hatte er keine Einwände, als der bekannte Mathematiker Erich Philipp Ploennies (1672–1751) um die Hilfe seines damals 10-jährigen Sohnes Johann Heinrich nachsuchte. Ploennies sollte auf landesherrschaftliche Anordnung hin die dortige Gegend vermessen und nahm deshalb um 1721 im Bauernhaus von Eberthard Jung für einige Wochen Unterkunft. Johann Heinrich Jungs Arbeit bei Ploennies markierte den Anfang seines erfolgreichen Aufstiegs vom einfachen Bauernsohn zum späteren Amt eines Oberbergmeisters.

## Familie und Kinder

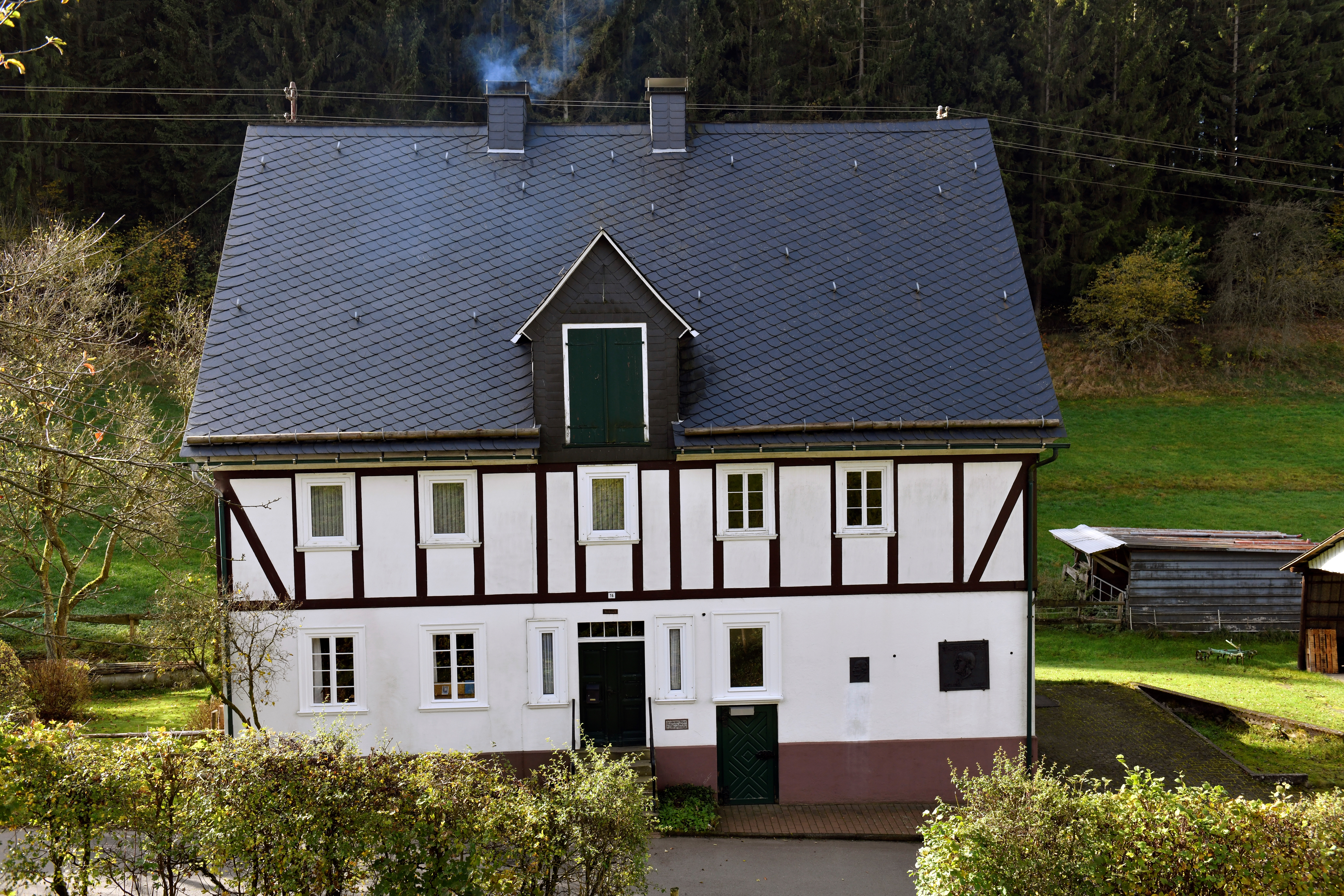
Ebert Jungs Haus in Grund

Johann Eberhard Jung heiratete am 30. April 1710 die mittellose Tochter eines Landwirts und Holzarbeiters Margarethe Helmes, die in Helberhausen am 14. März 1686 geboren wurde und am 26. April 1765 in Hilchenbach-Grund verstarb. Es gingen aus dieser Ehe zehn Kinder, und zwar 6 Söhne und vier Töchter hervor: Drei starben als Kleinkinder, eines nach der Geburt.
1. Johann Heinrich Jung, getauft zu Hilchenbach-Grund am 22. Februar 1711 und verstorben am 27. Februar 1786 zu Littfeld.[A 3]
2. Johann Ebert Jung, geboren zu Hilchenbach am 23. Februar 1713 und dort verstorben am 16. Juli 1713.
3. Johann Ebert Jung, geboren zu Hilchenbach am 20. September 1714 und dort verstorben am 31. März 1716.
4. Johann Helmann Jung, geboren zu Hilchenbach am 4. November 1716 und verstorben am 6. September 1802 zu Marburg an der Lahn.
5. Jost Henrich Jung, geboren zu Hilchenbach am 3. September 1718 und dort verstorben am 10. April 1719.
6. Anna Catharina Jung, geboren zu Hilchenbach am 31. März 1722 und verstorben am 27. Februar 1792 zu Kredenbach. Sie verheiratet sich in Kreuztal-Ferndorf am 15. Oktober 1739 mit Jost Heinrich Vetter, geboren zu Kredenbach am 18. Januar 1713 und dort am 18. November 1767 verstorben.
7. Maria Elisabeth Jung, geboren zu Hilchenbach am 1. November 1723, verheiratet seit 1745 in erster Ehe in Hilchenbach mit Simon Irle, geboren 1722 und verstorben 1756, und in zweiter Ehe seit 1757 mit Johann-Heinrich Stein.
8. Maria Catharina Jung, geboren zu Hilchenbach am 3. Mai 1724 und am selben Tag verstorben.
9. Anna Maria Jung, geboren zu Hilchenbach am 1. März 1726 und nach 1769 verstorben. Sie war seit dem 3. Dezember 1745 in Hilchenbach verheiratet mit Johann Lienhoff aus Grund, der dort am 22. Juli 1725 geboren wurde und dort am 30. Juni 1806 verstarb.
10. Maria Elisabeth Jung, geboren zu Hilchenbach am 23. Januar 1729. Sie war in erster Ehe seit dem 25. Oktober 1759 verheiratet mit Johann Heinrich Hirsch in Hilchenbach. geboren zu Hilchenbach am 24. Mai 1732 und dort verstorben am 25. November 1759; in zweiter Ehe seit dem 12. September 1760 in Littfeld mit Johann Heinrich Schmöller, geboren zu Kreuztal-Littfeld am 10. Dezember 1729 und vor 1770 verstorben; in dritter Ehe seit dem 26. April 1770 in Littfeld mit Anton Merten, der in Littfeld am 26. Februar 1747 geboren wurde und dort am 10. November 1795 verstarb.

Johann Eberhard Jung starb mit fast 71 Jahren, nachdem er beim Strohdecken vom Hausdach gestürzt war.